# Arteria gastrica destra
L'arteria gastrica destra (o arteria pilorica) nasce subito sopra il piloro e, nel 70% dei casi, deriva dal ramo sinistro dell'arteria epatica oppure nei casi restanti dall'arteria epatica comune o dall'arteria gastroduodenale.

## Decorso
L'arteria scende verso il tratto terminale dello stomaco, tra i foglietti del piccolo omento, in direzione del piloro, per poi percorrere da destra verso sinistra la piccola curvatura dello stomaco dove termina anastomizzandosi con l'arteria gastrica sinistra che deriva direttamente dal tronco celiaco, andando così a formare l'arco arterioso della piccola curvatura dello stomaco.

## Distribuzione
L'arteria dà rami per il piloro stesso, per il piccolo omento e per le pareti dello stomaco, in particolare per le porzioni adiacenti alla piccola curvatura gastrica.

## Galleria d'immagini

Irrorazione ematica dello stomaco. Sono evidenziate la arteria gastrica sinistra, la destra e le arterie gastroepiploica destra e sinistra e le piccole arterie gastriche.
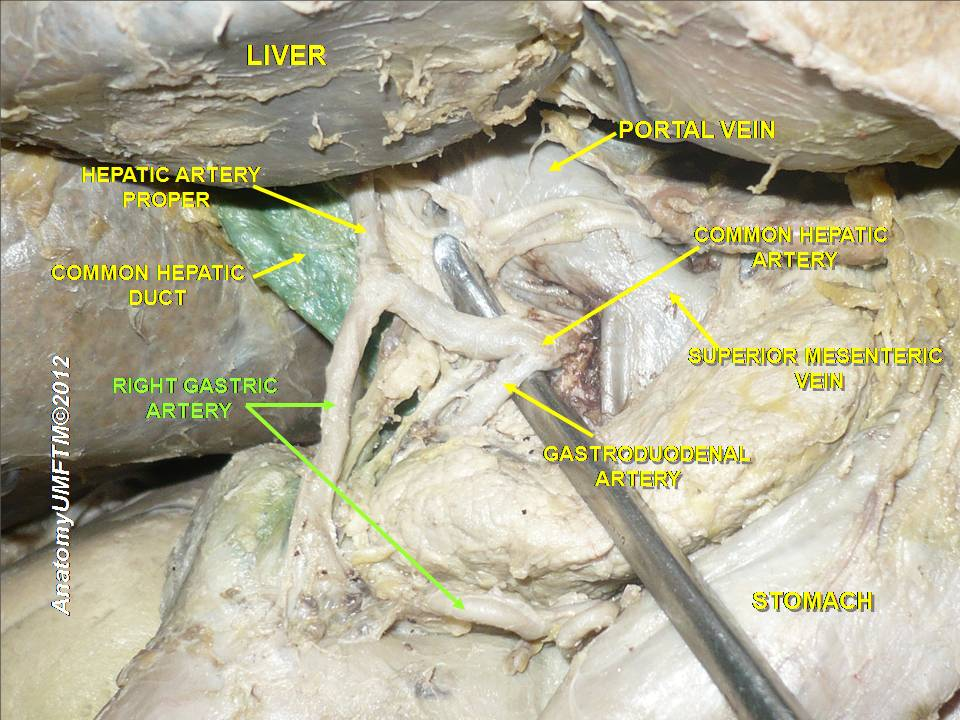
Dissezione anatomica. Si evidenzia l'arteria gastrica destra.